# Eupithecia ulicada
Eupithecia ulicada là một loài bướm đêm trong họ Geometridae.